# Leatherman (Landstreicher)

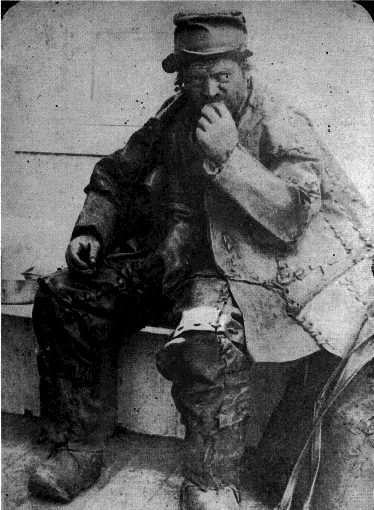
Leatherman, 9. Juni 1885

Der Leatherman (* um 1839; † 1889) war ein in Connecticut berühmter amerikanischer Landstreicher. Er wanderte von 1856 bis 1889 in einem gleichbleibenden Kreis von 590 km zwischen Connecticut River und Hudson River; seine handgemachte Lederkleidung prägte seine Person. Obgleich er manchmal mit dem Namen Jules Bourglay benannt wird, ist sein wirklicher Name unbekannt. Es wird vermutet, dass er kanadischer oder französischer Herkunft war, da er fließend Französisch, jedoch nur gebrochen Englisch sprach.

## Leben

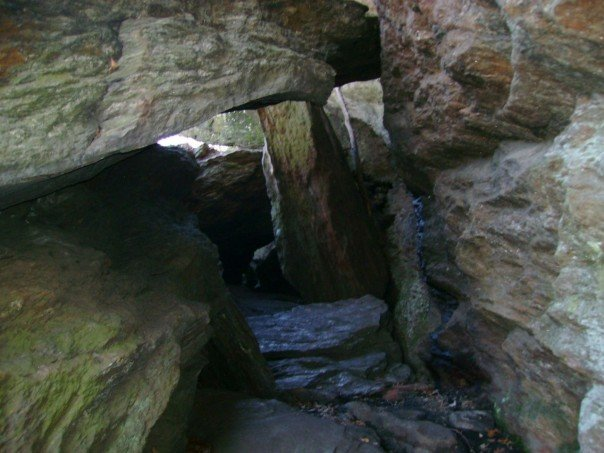
Eine Leatherman-Höhle nahe Watertown, Connecticut

Der Leatherman wohnte in Höhlen, die heute als „Leatherman Caves“ bekannt sind, und besuchte im Abstand von 34 Tagen die Städte, die in seiner Gegend lagen, um Essen und andere Gegenstände zu besorgen. Laut Aussagen wanderte er immer rechtsdrehend und änderte nie seinen Weg. Er wurde „Leatherman“ genannt, weil seine ganze Montur aus Leder bestand.
Er verständigte sich meist nur durch Gesten und kurze Laute. Fragen nach seiner Herkunft führten dazu, dass er das Gespräch abrupt beendete. Nach seinem Tod wurde ein Gebetbuch in französischer Sprache bei ihm gefunden.

Die Menschen in seinem Territorium gaben ihm alle 34 Tage Essen, das er immer an der Türstufe oder in der Nähe unter einem Baum aß. Er war bekannt durch seinen unbändigen Appetit. Jules Bourglay akzeptierte kein Geld, nahm nur Tabak, Lederstücke und Streichhölzer.

## Reiseroute
"The Leatherman" absolvierte einen regelmäßigen Rundgang in Connecticut, der die Route von nördlich von Danbury nach Waterbury umfasste, und folgte dann den Städten entlang des Connecticut River bis zum Long Island Sound, und begann dann in westlicher Richtung mit einem großen Umweg um New Haven und Bridgeport bis nach Norwalk, wo er über New Canaan und Wilton in Richtung New York State ging. Es scheint so, dass er zwischen diesem Rundkurs in Connecticut die Countys Westchester und Putnam durchquerte und dabei Städte wie Purdy's, Kensico Village, South Salem, Croton Falls, Yorktown, Shrub Oak, Bedford Hills und Briarcliff besuchte.
Gelegentlich setzte er seine Route durch den Long Island Sound fort und besuchte Städte wie Greenwich, Rye und Mamaroneck in einem südlicheren Teil des Countys. Eine Schätzung seiner gesamten Reise ergab, dass seine Route ungefähr 365 Meilen umfasste und über einen Monat dauerte, einschließlich etwa 240 Meilen durch Connecticut und 125 Meilen durch New York.
- Ossining-Ridgefield, 132 Kilometer
- Ridgefield-New Haven, 221 Kilometer
- New Haven-Ossining, 128 Kilometer

## Tod
Der Leatherman starb an Krebs in der Mundhöhle, vermutlich hervorgerufen durch seinen Tabakkonsum. Einer erzwungenen Behandlung durch die „Connecticut Humane Society“ entzog er sich 1888. Sein Körper wurde am 24. März 1889 in einer seiner Höhlen in den Saw Mill Woods nahe Ossining gefunden. Er wurde auf dem Sparta Cemetery in Scarborough beigesetzt. Auf seinem Grabstein befand sich folgende Inschrift:
FINAL RESTING PLACE OF

Jules Bourglay

OF LYONS, FRANCE

"THE LEATHER MAN"

who regularly walked a 365 mile route

through Westchester and Connecticut from

the Connecticut River to the Hudson

living in caves in the years

1858–1889

2011 wurde das Grab exhumiert und Überreste, Sargnägel und etwas Erde in ein neues Grab verlegt. Der neue Grabstein, der am 25. Mai 2011 aufgestellt wurde, trägt eine Messingplakette mit der Aufschrift The Leatherman.